# Pixie Lott
Pixie Lott, geboren als Victoria Louise Lott, (Bromley, 12 januari 1991) is een Engelse zangeres, singer-songwriter en actrice.

## Biografie
Lott werd geboren in Bromley. Later verhuisde ze met haar ouders, broer en zus naar Essex en ging school volgen in het Italia Conti Academy of Theatre Arts in Londen. Tijdens haar studietijd acteerde ze in de musical Chitty Chitty Bang Bang in het London Palladium theater en was ze te zien als "Louisa von Trapp" in Celebrate The Sound of Music op BBC One. Ze werkte mee aan de opera voorstellingen Ça Ira van Roger Waters.
Op 15-jarige leeftijd werd ze ontdekt door muziekproducent L.A. Reid. Later tekende ze een platencontract bij Mercury Records voor Europa en Interscope Records voor de Verenigde Staten.
Haar eerste single Mama Do verscheen op 6 juni 2009 op de Engelse markt en veroverde een week later de eerste plaats in de UK Singles Chart. De single kwam binnen op 20 juni in de Vlaamse Ultratip. Het eerste album, Turn It Up, kwam uit in september 2009. Voor de single No Good for Me heeft Lott samengewerkt met Lisa Lois.
Ze coverde ook Use Somebody van de Kings of Leon, Apologize van de band OneRepublic, Outta Here van Esmée Denters en Poker Face van Lady Gaga.

## Discografie

### Albums
| Album met eventuele hitnotering(en) in de Nederlandse Album Top 100 | Datum van verschijnen | Datum van binnenkomst | Hoogste positie | Aantal weken | Opmerkingen |
| ------------------------------------------------------------------- | --------------------- | --------------------- | --------------- | ------------ | ----------- |
| Turn it up                                                          | 11-09-2009            | 19-09-2009            | 92              | 1            |             |
| Young Foolish Happy                                                 | 2011                  | -                     |                 |              |             |

| Album met hitnotering(en) in de Vlaamse Ultratop 200 albums | Datum van verschijnen | Datum van binnenkomst | Hoogste positie | Aantal weken | Opmerkingen |
| ----------------------------------------------------------- | --------------------- | --------------------- | --------------- | ------------ | ----------- |
| Turn it up                                                  | 2009                  | 07-11-2009            | 99              | 1            |             |

### Singles
| Single met eventuele hitnotering(en) in de Nederlandse Top 40 | Datum van verschijnen | Datum van binnenkomst | Hoogste positie | Aantal weken | Opmerkingen                 |
| ------------------------------------------------------------- | --------------------- | --------------------- | --------------- | ------------ | --------------------------- |
| Mama do                                                       | 2009                  | 18-07-2009            | 20              | 10           | Nr. 15 in de Single Top 100 |
| Boys and girls                                                | 2009                  | -                     |                 |              |                             |
| Kiss the stars                                                | 2012                  | -                     |                 |              |                             |
| Bright lights (good life)                                     | 2012                  | -                     |                 |              | met Tinchy Stryder          |

| Single met hitnotering(en) in de Vlaamse Ultratop 50 | Datum van verschijnen | Datum van binnenkomst | Hoogste positie | Aantal weken | Opmerkingen |
| ---------------------------------------------------- | --------------------- | --------------------- | --------------- | ------------ | ----------- |
| Mama do                                              | 2009                  | 08-08-2009            | 22              | 4            |             |
| Boys and girls                                       | 2009                  | 03-10-2009            | tip3            |              |             |